# Championnat de Libye de football 2013-2014
Navigation
Saison 2010-2011 Saison 2016
La saison 2013-2014 du Championnat de Libye de football est la quarante-quatrième édition du championnat de première division libyen, la première disputée après deux années d'interruption, due à la première guerre civile libyenne. Seize clubs prennent part au championnat organisé par la fédération. Les équipes sont réparties en deux poules où elles rencontrent leurs adversaires deux fois au cours de la saison, à domicile et à l'extérieur. les trois premiers de chaque poule jouent la poule pour le titre, les deux derniers sont relégués en deuxième division.
C'est le club d'Al Ahly Tripoli qui est sacré cette saison après avoir terminé en tête du classement final, avec trois points d'avance sur Al-Ittihad Tripoli et dix sur Al Hilal Benghazi. Il s'agit du douzième titre de champion de Libye de l'histoire du club.
La deuxième guerre civile libyenne interrompt à nouveau les compétitions sportives. Le championnat est suspendu par la fédération libyenne jusqu'à nouvel ordre.

## Les clubs participants
| - Al Madina - Khaleej Syrte - Al Hilal Benghazi - Al Tahaddy Benghazi - Al Wahda Tripoli - Al Shat Tripoli - Al Olympic Zaouia - Asswehly Sports Club | - Al Tersana Tripoli - Al Nasr Benghazi - Al Ahly Benghazi - Al Ahly Tripoli - Alakhdhar S.C. - Al-Ittihad Tripoli - Al Nejma Benghazi - Darnes Darnah |

## Compétition
L'ensemble des classements utilise le barème suivant :
- Victoire : 3 points
- Match nul : 1 point
- Défaite : 0 point

### Première phase
| Rang | Équipe               | Pts | J  | G  | N | P  | Bp | Bc | Diff |
| ---- | -------------------- | --- | -- | -- | - | -- | -- | -- | ---- |
| 1    | Al Ahly Tripoli      | 33  | 14 | 10 | 3 | 1  | 25 | 4  | +21  |
| 2    | Al Madina            | 26  | 14 | 7  | 5 | 2  | 14 | 10 | +4   |
| 3    | Al Hilal Benghazi    | 21  | 14 | 5  | 6 | 3  | 12 | 9  | +3   |
| 4    | Asswehly Sports Club | 18  | 14 | 4  | 6 | 4  | 11 | 11 | 0    |
| 5    | Al Nasr Benghazi     | 18  | 14 | 5  | 3 | 6  | 12 | 20 | -8   |
| 6    | Alakhdhar S.C.       | 17  | 14 | 4  | 5 | 5  | 13 | 10 | +3   |
| 7    | Khaleej Syrte        | 14  | 14 | 3  | 5 | 6  | 15 | 24 | -9   |
| 8    | Al Tersana Tripoli   | 4   | 14 | 1  | 1 | 12 | 4  | 18 | -14  |

| Rang | Équipe              | Pts | J  | G | N | P | Bp | Bc | Diff |
| ---- | ------------------- | --- | -- | - | - | - | -- | -- | ---- |
| 1    | Al-Ittihad Tripoli  | 31  | 14 | 9 | 4 | 1 | 24 | 9  | +15  |
| 2    | Al Ahly Benghazi    | 28  | 14 | 8 | 4 | 2 | 30 | 15 | +15  |
| 3    | Al Wahda Tripoli    | 21  | 14 | 6 | 3 | 5 | 19 | 23 | -4   |
| 4    | Darnes Darnah       | 18  | 14 | 4 | 6 | 4 | 19 | 23 | -4   |
| 5    | Al Nejma Benghazi   | 17  | 14 | 5 | 2 | 7 | 19 | 20 | -1   |
| 6    | Al Olympic Zaouia   | 15  | 14 | 3 | 6 | 5 | 14 | 16 | -2   |
| 7    | Al Tahaddy Benghazi | 11  | 14 | 2 | 5 | 7 | 13 | 22 | -9   |
| 8    | Al Shat Tripoli     | 9   | 14 | 1 | 6 | 7 | 12 | 24 | -12  |

### Poule pour le titre
| Rang | Équipe             | Pts | J | G | N | P | Bp | Bc | Diff |  | Résultats (▼ dom., ► ext.) | AlTr | Itti | Hila | Wahd | AlBe | Medi |
| ---- | ------------------ | --- | - | - | - | - | -- | -- | ---- |  | -------------------------- | ---- | ---- | ---- | ---- | ---- | ---- |
| 1    | Al Ahly Tripoli    | 15  | 5 | 5 | 0 | 0 | 9  | 3  | +6   |  | Al Ahly Tripoli            |      | 1-0  | 2-0  | 3-2  | 2-1  | 1-0  |
| 2    | Al-Ittihad Tripoli | 12  | 5 | 4 | 0 | 1 | 8  | 4  | +4   |  | Al-Ittihad Tripoli         |      |      | 1-0  | 3-2  | 2-0  | 2-1  |
| 3    | Al Hilal Benghazi  | 5   | 5 | 1 | 2 | 2 | 4  | 6  | -2   |  | Al Hilal Benghazi          |      |      |      | 2-2  | 1-1  | 1-0  |
| 4    | Al Wahda Tripoli   | 4   | 5 | 1 | 1 | 3 | 8  | 11 | -3   |  | Al Wahda Tripoli           |      |      |      |      | 2-1  | 0-2  |
| 5    | Al Ahly Benghazi   | 4   | 5 | 1 | 1 | 3 | 4  | 7  | -3   |  | Al Ahly Benghazi           |      |      |      |      |      | 1-0  |
| 6    | Al Madina          | 2   | 5 | 1 | 0 | 4 | 3  | 5  | -2   |  | Al Madina                  |      |      |      |      |      |      |

| Qualifications et relégations | Qualifications et relégations                            |
| ----------------------------- | -------------------------------------------------------- |
|                               | Qualification pour la Ligue des champions de la CAF 2015 |
|                               | Qualification pour la Coupe de la confédération 2015     |

## Bilan de la saison
| Championnat de Libye de football 2013-2014 |                             |
| Champion                                   | Al Ahly Tripoli (12e titre) |
| Coupes et trophées                         |                             |
| Vainqueur de la Coupe de Libye 2013-2014   | Non disputée                |
| Qualifications continentales               |                             |
| Ligue des champions de la CAF 2015         | Al Ahly Tripoli             |
| Coupe de la confédération 2015             | Al-Ittihad Tripoli          |
| Promotions et relégations                  |                             |
| Promus en Premier League                   | Aucun                       |
| Relégués en Second Division                | Khaleej Syrte               |
| Relégués en Second Division                | Al Tersana Tripoli          |
| Relégués en Second Division                | Al Tahaddy Benghazi         |
| Relégués en Second Division                | Al Shat Tripoli             |